# Susanna Bergés
Susanna Bergés (Barcelona, 8 de diciembre de 1979) es una reportera de televisión española.

## Trayectoria
La periodista Susanna Bergés inició su trayectoria profesional en TV3, donde trabajó como redactora en el informativo de la noche antes de incorporarse al canal local de videoclips Flaix TV. En 2002, la reportera regresa de nuevo a TV3 donde continúa colaborando hasta 2009. En la televisión catalana, la reportera recorre la geografía de toda la comunidad y trabaja como cronista en el programa Estiu en directe y La nit en directe, colabora en el espacio de zapeo TVist y presenta junto a Santi Millán Boquería 357.
Susanna Bergés trabajó también con Julia Otero en el programa de TV3 Ok y formó parte del equipo de Llucià Ferrer en Catalunya radio, donde colaboró diariamente durante una temporada en On vols anar a parar. También trabajó en el programa de Santi Millán Uau!.